# Acridona
Acridona es un compuesto orgánico basado en el esqueleto de acridina, con un grupo carbonilo en la posición 9. Se puede sintetizar por la auto-condensación de N-ácido fenilanthranilico.

## Derivados
Acridona constituye el andamiaje de algunos compuestos sintéticos con diferentes actividades farmacológicas. La mayoría de los derivados recientes están todavía en su fase de desarrollo, incluyendo 3-cloro-6- (2-dietilaminoetoxi) -10- (2-dietilamino-etil) -acridona, han mostrado alguna promesa como un potencial de medicamentos antimaláricos.